# グルタル酸セミアルデヒドデヒドロゲナーゼ
グルタル酸セミアルデヒドデヒドロゲナーゼ（glutarate-semialdehyde dehydrogenase）は、リシン分解酵素の一つで、次の化学反応を触媒する酸化還元酵素である。
グルタル酸セミアルデヒド + NAD+ + H2O {\displaystyle \rightleftharpoons } グルタル酸 + NADH + 2 H+
反応式の通り、この酵素の基質はグルタル酸セミアルデヒドとNAD+と水、生成物はグルタル酸とNADHとH+である。
組織名はglutarate-semialdehyde:NAD+ oxidoreductaseである。